# Festo

Festo (укр. Фесто) — міжнародна компанія (концерн), виробник промислового обладнання. Основні сфери діяльності — пневмоавтоматика, електромеханіка та автоматизація процесів.   Компанія також спеціалізується в області технічної освіти та підвищення кваліфікації, використовуючи новітні технології в розробці нових продуктів, зокрема завдяки науково-дослідницькій діяльності в області біоніки.
Штаб-квартира Festo розташована в місті Есслінген-на-Неккарі поблизу Штутґарта, Німеччина.

## Показники
У 2012 році оборот компанії становив 2,24 млрд євро. У світі налічується 61 незалежне дочірнє підприємство та 250 відділень Festo. Компанія інвестує в наукову-дослідницьку діяльність більше 7 % обороту, приділяючи наразі особливу увагу питанням енергоефективності.

## Історія
Німецький концерн Festo був заснований у 1925 році Готлібом Штоллем і Альбертом Фезером. Компанія розпочала діяльність з виготовлення деревообробного обладнання, а з часом переключилася на промислову автоматизацію.
У 1950 році сімейний бізнес значно розширив сферу діяльності. Курт Штолль, старший син Готліба Штолля, усвідомив величезний потенціал стисненого повітря у промисловості. У 1956 році Festo вперше презентувало програму у галузі машинобудування, заклавши підґрунтя для нового напряму діяльності. Таким чином, використання стисненого повітря стало основою сучасних технологій автоматизації.
У цьому ж році концерн Festo, із створенням перших компаній за кордоном, узяв курс на глобальну експансію. У 60-х роках компанія активно розбудовувалася, створивши величезні виробничі заводи та підприємства по всьому світу.
У 1971 році компанія уклала перший контракт з Міністерством верстатобудування СРСР на постачання обладнання для автоматизації. У 1988 Festo заснувало дочірнє підприємство «Фесто» в Україні, центральний офіс якого знаходиться в Києві. Регіональні відділення розташовані по всій території: Дніпропетровськ, Донецьк, Харків, Одеса та Львів. Українська компанія отримала сертифікат ISO 9001.
Наразі Festo об'єднує спільною метою більше
ніж 16,700 працівників в 176 країнах світу.

## Підрозділ Дидактика
У 1965 році компанія ініціює новий напрям діяльності «Навчальні матеріали та Семінари», який у 1976 році отримав назву Festo Didactic (Дидактика). На той час відділ співпрацював з Федеральним інститутом професійно-технічної освіти та підготовки (BIBB) в Берліні. Завдяки плідній співпраці було розроблено навчальні засоби для професійної підготовки у Німеччині, а згодом у 1998 було розпочато консультативні тренінги. З 1967 року Festo щорічно проводить більше 3000 семінарів на 39 мовах світу, в яких щорічно беруть участь більш ніж 42 000 людей.
В Україні компанія має власний навчальний центр у Києві та постачає обладнання до всіх провідних вузів країни, зокрема до НТУУ «КПІ», СевНТУ, НУ «Львівська політехніка», Вінницького, Донецького, Хмельницького, Луцького національних технічних університетів і багатьох інших навчальних закладів. Навчальні стенди Festo також встановлені в таких відомих промислових компаніях, як «Тетра Пак», «Кока Кола», «Кромберг енд Шуберт», «Проктер енд Гембл» тощо. У 2013 році компанія завершила проект з оснащення інноваційного навчального центру IQ267 підприємства «Інтерпайп».

## Підрозділ Біоніка
З 2006 року компанія веде активну науково-дослідницьку діяльність у галузі Біоніка.
Перші проекти у сфері біоніки компанія Festo почала апробувати в 90-х роках. У 2006 році компанія заснувала програму «Біонічна навчальна мережа» (Bionic Learning Network). Обмін досвідом з вищими навчальними закладам, науково-дослідними центрами та компаніями-розробниками в рамках цієї програми дав можливість акумулювати найкращі ідеї в сфері робототехніки.

На сьогоднішній день Festo реалізувало більше 40 проектів, в основі яких лежить метод перенесення природних феноменів у світ техніки. Найбільш відомі розробки Festo: Airacuda [Архівовано 6 червня 2014 у Wayback Machine.], Aqua Jelly [Архівовано 6 червня 2014 у Wayback Machine.], AquaPenguin [Архівовано 7 червня 2014 у Wayback Machine.], Aqua Ray [Архівовано 7 червня 2014 у Wayback Machine.], Airic's arm [Архівовано 6 червня 2014 у Wayback Machine.], SmartBird [Архівовано 7 червня 2014 у Wayback Machine.], BionicOpter [Архівовано 6 червня 2014 у Wayback Machine.] та BionicKangaroo [Архівовано 7 червня 2014 у Wayback Machine.].

## Продукція
Перелік продукції Festo охоплює широкий ряд обладнання для промисловості: від пневматичних та електричних елементів керування і готових до монтажу систем, до складних рішень для автоматизації. Продукція Festo широко застосовується в автомобільній, машинобудівній, металургійній, харчовій, будівельній, хімічній і фармацевтичній індустрії, а також в галузях електро-, водо- і тепло забезпечення та багатьох інших.
Festo налічує 2 900 патентів у всьому світі і щорічно створює близько 100 інновацій.  
Основні групи продукції:
- Пневматичні та електромеханічні приводи
- Сервопневматичні системи позиціонування
- Двигуни та контролери
- Системи переміщення та захвати
- Вакуумна техніка
- Розподільники та пневмоострови
- Давачі
- Системи технічного зору
- Блоки підготовки повітря
- Техніка пневматичних та електричних підключень
- Системи керування та програмне забезпечення
- Готові до монтажу системи, серед яких  багатокоординатні маніпулятори (лінійні, 3D, T- чи H-маніпулятори, дельта-роботи «Триподи»), шафи керування тощо.
- Навчальне обладнання (Festo Дидактика)

Одним з останніх творінь фахівців компанії Festo, крім робота-павука-трансформера BionicWheelBot, є літаючий робот BionicFlyingFox, прототипом для якого стала летюча лисиця, найбільша з сімейства кажанів. Робот BionicFlyingFox, зі слів представників компанії, є "надлегким літаючим об'єктом з інтелектуальної кінематикою". Довжина робота становить 87 сантиметрів, розмах крил - 228 сантиметрів, а вага - всього 580 грам.

## Сертифікати
За численні досягнення компанія отримала нагороди, серед яких:
- German Logistics Prize 2003
- Energy Efficiency Award 2008
- Environmental Technology Award 2009
- German Future Award 2010

А також сертифікати якості та безпеки:
- ISO 9001 : 1990
- VDA 6.4 : 2000
- ISO 14001 : 1999